# Senna intermedia
Senna intermedia là một loài thực vật có hoa trong họ Đậu. Loài này được ("Sharma, Vivek. & Rathakr.") V.S miêu tả khoa học đầu tiên.